# Halilçavuş, Hınıs
Halilçavuş là một thị trấn thuộc huyện Hınıs, tỉnh Erzurum, Thổ Nhĩ Kỳ. Dân số thời điểm năm 2011 là 1.026 người.